# Schwarzer Jura
- Humph.-Fm. = Humphriesioolith-Formation
- L.Bk-Fm = Liegende Bankkalk-Formation
- H.Bk-Fm = Hangende Bankkalk-Formation
- Zm-Fm = Zementmergel-Formation
- S.-Fm = Solnhofen-Formation
- Rö.-Fm = Rögling-Formation
- U.-Fm = Usseltal-Formation
- Mö.-Fm = Mörnshein-Formation
- N.-Fm = Neuburg-Formation
- R.-Fm = Rennertshofen-Formation

Als Schwarzer Jura wird die unterste der drei lithostratigraphischen Gruppen des Süddeutschen Jura bezeichnet, wobei hier der Süddeutsche Jura nicht als geographischer Begriff verstanden wird, sondern als lithostratigraphischer Begriff im Sinne einer lithostratigraphischen Supergruppe aufzufassen ist.
Früher und zum Teil auch heute noch in der populärwissenschaftlichen Literatur wird dieser Begriff mit der chronostratigraphischen Serie des Unterjura gleichgesetzt. Dies ist jedoch nicht ganz korrekt, da der Schwarze Jura nicht exakt mit den chronostratigraphischen Grenzen des Unterjura übereinstimmt. Auch der früher (und zum Teil auch noch heute) häufig synonym gebrauchte Begriff Lias sollte im Süddeutschen Jura oder Alpenraum (wie beim Lias-Fleckenmergel) nicht mehr verwendet werden. Lias bzw. Norddeutscher Lias wird voraussichtlich für die annähernd zeit-äquivalente lithostratigraphische Einheit im Norddeutschen Jura reserviert werden.
Die Ablagerung des Schwarzen Jura erfolgte im Zeitraum von etwa 199 bis 175 Millionen Jahren (Sinemurium bis Toarcium). Der Schwarze Jura folgt auf die lithostratigraphische Gruppe des Keuper und wird von der lithostratigraphischen Gruppe des Braunen Jura (Dogger) überlagert.

## Geschichte
Der Begriff Schwarzer Jura geht auf Leopold von Buch zurück, der ihn 1837 in einem Vortrag vor der königlichen Akademie der Wissenschaften in Berlin vorschlug; publiziert wurde die Vortragsfassung aber erst 1839. Friedrich August Quenstedt definierte den Begriff in seinem 1843 erschienenen Werk Das Flözgebirge Würtembergs erstmals im heutigen Sinne. Die Benennung erfolgte aufgrund der dunklen Verwitterungsfarben der Gesteine des Schwarzen Jura. Gleichbedeutend und synonym wurden früher und z. T. auch immer noch in der populärwissenschaftlichen Literatur auch die Begriffe Lias und Unterjura verwendet. Heute bezeichnet der Begriff Unterjura eine chronostratigraphische Serie des Jura. Der Begriff Lias wird in der Kombination Norddeutscher Lias wahrscheinlich für eine lithostratigraphische Gesteinseinheit im Norddeutschen Jura definiert werden. In der Quenstedtschen Gliederung des Süddeutschen Jura wird der Schwarze Jura in sechs Abteilungen untergliedert, die mit α, β, γ, δ, ε und ζ bezeichnet werden, zum Beispiel Schwarzer Jura ε oder Schwarzjura ε. Die Quenstedt’sche Bezeichnung mit den griechischen Buchstaben wird in der populärwissenschaftlichen Literatur auch häufig mit dem Begriff Lias kombiniert (zum Beispiel Lias ε).

## Definition
Die Untergrenze des Schwarzen Jura (und damit auch die Untergrenze der lithostratigraphischen Supergruppe des Süddeutschen Jura und auch der Psilonotenton-Formation) ist die Basis der Psilonoten-Bank. Die Obergrenze des Schwarzen Jura ist die Basis der Opalinuston-Formation. Der Schwarze Jura besteht überwiegend aus dunklen Sandsteinen, Tonen, Mergeln und Kalken, die z. T. auch bituminös sein können (zum Beispiel Posidonienschiefer-Formation). Die Mächtigkeit beträgt maximal etwa 80 m.
Die lithostratigraphische Einheit des Schwarzen Jura beginnt biostratigraphisch meist in der Ammoniten-Zone des Psiloceras planorbis. Nur in wenigen Profilen wurden bisher Ammoniten des unter der Psiloceras planorbis-Subzone folgenden Neophyllites-Horizontes gefunden. Bisher wurden aber die darunter folgenden Horizonte des Psiloceras erugatum und des Psiloceras tillmanni (sog. Praeplanorbis-Schichten) des Untersten Hettangiums nicht nachgewiesen. Das basale Hettangium fehlt also im Süddeutschen Jura bzw. ist nicht durch Ablagerungen dokumentiert. Damit fällt die Basis des Schwarzen Jura nicht exakt mit dem Beginn des internationalen Jura-Systems zusammen, sondern liegt etwas höher. Die Untergrenze der Opalinuston-Formation (und damit die Obergrenze des Schwarzen Jura) stimmt dagegen in den meisten Gebieten des Süddeutschen Jura ziemlich gut mit der chronostratigraphischen Unterjura-/Mitteljura-Grenze überein. Lokal beginnt die Untergrenze der Opalinuston-Formation, zum Beispiel im Oberrheintalgebiet und Oberfranken, allerdings bereits in der Pleydellia-aalensis-Zone, der obersten Ammonitenzone des Toarciums der Unterjura-Serie. Hier endet der Schwarze Jura also vor dem Beginn der internationalen Mitteljura-Serie.

## Untergliederung
Die lithostratigraphische Einheit des Schwarzen Jura wird derzeit in 12 Formationen unterteilt, die aber nicht alle übereinander liegen, sondern sich z. T. auch regional vertreten. Die Formationen in ihrer Abfolge von oben nach unten, regionale Verzahnungen stehen nebeneinander.
- Jurensismergel-Formation
- Posidonienschiefer-Formation
- Amaltheenton-Formation
- Numismalismergel-Formation
- Obtususton-Formation
- Arietenkalk-Formation, Gryphaeensandstein-Formation
- Angulatenton-Formation und Angulatensandstein-Formation
- Psilonotenton-Formation, Bamberg-Formation, Bayreuth-Formation.

## Fossillagerstätten
Die Fossillagerstätte Holzmaden in der Posidonienschiefer-Formation ist durch ihre vorzüglich erhaltenen Fossilien, die z. T. noch Körperumrisse zeigen (partielle Weichteilerhaltung!) weltweit bekannt geworden. Stenopterygius, Hybodus der Temnodontosaurus, Ammoniten, Plesiosaurier und Teleosaurier lebten damals im späteren Holzmaden. Eine weitere (historische) Fossilienlagerstätte mit Fossilien in der Posidonienschiefer-Formation findet sich in der Umgebung von Kloster Banz (Oberfranken / Bayern).